# Convoi HX 156
Le convoi HX 156 est un convoi passant dans l'Atlantique nord, pendant la Seconde Guerre mondiale. Ce convoi est composé de cinquante deux bâtiments marchands escorté par seize navires de guerre. Il part de Halifax au Canada le 22 octobre 1941 et arrive à Liverpool le 5 novembre 1941.

## Composition du convoi
Ce convoi est constitué de 52 cargos:
- Pays-Bas : 4 cargos
- Royaume-Uni : 26 cargos
- Belgique : 2 cargos
- Norvège : 13 cargo
- Panama : 4 cargos
- Suède : 1 cargo
- Pologne : 1 cargo
- États-Unis : 1 cargo amphibie

## L'escorte
Ce convoi est escorté par:
- Un destroyer canadien : HMCS Annapolis (I04)
- Trois corvettes britanniques : HMS Begonia (K66), HMS Camellia (K31), HMS Larkspur (K82)
- Quatre destroyers britanniques : HMS Broke (D83), HMS Buxton (H96), HMS Verity (D63), HMS Wolverine (D78)
- Deux corvettes norvégiennes : HNoMS Eglantine (K197), HNoMS Montbretia (K208)
- Un chalutier armé britannique : HMS King Sol (FY235)
- Six destroyers américains : USS Benson (DD-421), USS Hilary P. Jones (DD-427), USS Niblack (DD-424), USS Reuben James (DD-245), USS Tarbell (DD-142)

## Le voyage
L'U-552 aperçoit le convoi à l'aube du 31 octobre 1941 et torpille le destroyer Reuben James. Il est touché par une torpille à l'avant et toute son étrave est arrachée. La proue sombre immédiatement tandis que la section arrière reste à flot pendant cinq minutes avant de couler à son tour. Sur les 159 hommes d'équipage, seuls 44 sont sauvés.
L'USS Reuben James est le premier vaisseau de guerre de l'US Navy perdu dans la Seconde Guerre mondiale (deux mois avant Pearl Harbor). L'U-552 est  chassé par l'escorte et l'U-567 attaque le convoi dans l'après-midi, sans succès.
Les deux U-boots lancent deux attaques de torpilles sans grands résultats le 1er novembre et maintiennent le contact avec le convoi jusqu'au 3 novembre. Le SS Graigaur (en) lance un Hawker Sea Hurricane pour intercepter un Focke-Wulf Fw 200 qu'il abat dans l'Atlantique. Le pilote est secouru par le HMS Broke,. Le convoi atteint Liverpool le 5 novembre.